# Esoterismo ocidental

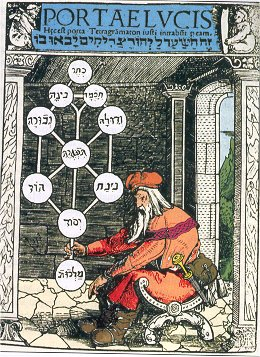
A árvore da vida conforme representada na Cabala, contendo as Sefirot.

Esoterismo ocidental, às vezes referido também como tradição de mistério ocidental, é um termo sob o qual os estudiosos categorizaram uma ampla gama de ideias e movimentos vagamente relacionados que se desenvolveram na sociedade ocidental. Essas ideias e correntes estão unidas pelo fato de serem amplamente distintas tanto da religião judaico-cristã ortodoxa quanto do racionalismo iluminista. O esoterismo impregnou várias formas de filosofia, religião, pseudociência, arte, literatura e música ocidentais, continuando a afetar ideias intelectuais e a cultura popular.
A ideia de agrupar uma ampla gama de tradições e filosofias ocidentais sob a categoria que agora é chamada de esoterismo desenvolveu-se na Europa durante o final do século XVII. Vários acadêmicos têm debatido como definir o esoterismo ocidental, com uma série de opções diferentes propostas. Um modelo acadêmico adota sua definição de "esoterismo" de certas escolas esotéricas de pensamento, tratando o "esoterismo" como uma tradição interior perenialista oculta. Uma segunda perspectiva enxerga o esoterismo como uma categoria que engloba movimentos que abraçam uma visão de mundo "encantada" em face do desencanto crescente. Uma terceira vê o esoterismo ocidental como uma categoria que engloba todo o "conhecimento rejeitado" da cultura ocidental que não é aceito nem pela instituição científica nem pelas autoridades religiosas ortodoxas.
As primeiras tradições que a análise posterior rotularia como formas de esoterismo ocidental surgiram no Mediterrâneo Oriental durante a Antiguidade Tardia, onde o hermetismo, o gnosticismo e o neoplatonismo se desenvolveram como escolas de pensamento distintas do que se tornou o cristianismo dominante. A Europa da Renascença viu um interesse crescente em muitas dessas ideias mais antigas, com vários intelectuais combinando filosofias "pagãs" com a Cabala e a filosofia cristã, resultando no surgimento de movimentos esotéricos como a teosofia cristã. O século XVII viu o desenvolvimento de sociedades iniciáticas que professavam conhecimento esotérico, como o Rosacrucianismo e a Maçonaria, enquanto a Era do Iluminismo do século XVIII levou ao desenvolvimento de novas formas de pensamento esotérico. O século XIX viu o surgimento de novas tendências do pensamento esotérico que passaram a ser conhecidas como ocultismo. Grupos proeminentes neste século incluíram a Sociedade Teosófica e a Ordem Hermética da Aurora Dourada. O paganismo moderno se desenvolveu dentro do ocultismo e inclui movimentos religiosos como a Wicca. As ideias esotéricas permearam a contracultura da década de 1960 e tendências culturais posteriores, das quais emergiu o fenômeno da Nova Era na década de 1970.
Embora a ideia de que esses movimentos variados pudessem ser categorizados juntos sob a rubrica de "esoterismo ocidental" desenvolvida no final do século XVIII, essas correntes esotéricas foram amplamente ignoradas como um assunto de investigação acadêmica. O estudo acadêmico do esoterismo ocidental só surgiu no final do século XX, iniciado por estudiosos como Frances Yates e Antoine Faivre. Nesse ínterim, as ideias esotéricas também exerceram influência na cultura popular, aparecendo na arte, na literatura, no cinema e na música.

## Etimologia
O conceito de "esotérico" originou-se no século II com a cunhagem do adjetivo grego antigo esôterikós ("pertencer a um círculo interno"); o mais antigo exemplo conhecido da palavra apareceu em uma sátira de autoria de Luciano de Samósata (c. 125 – após 180).
Nos séculos XV e XVI, as diferenciações em latim entre exotericus e esotericus (junto com internus e externus) eram comuns no discurso de doutores sobre a filosofia antiga. Encontram-se as categorias de doctrina vulgaris e doctrina arcana entre platonistas de Cambridge. Talvez pela primeira vez em inglês, Thomas Stanley, entre 1655–1660, iria se referir aos exoterick e esoterick pitagóricos. John Toland em 1720 afirmaria que a hoje chamada "distinção esotérica" era um fenômeno universal, presente tanto no Ocidente quanto no Oriente. Quanto ao substantivo "esoterismo", provavelmente a primeira menção em alemão a Esoterismus apareceu em uma obra de 1779 por Johann Georg Hamann, e o uso de Esoterik em 1790 por Johann Gottfried Eichhorn. Mas já havia a palavra esoterisch pelo menos desde 1731-1736, por Johann Jacob Brucker; esse autor rejeitava tudo o que é caracterizado hoje como "corpus esotérico". Nesse contexto do século XVIII, esses termos faziam referência ao pitagorismo ou à teurgia neoplatônica, mas o conceito foi sedimentado particularmente por duas frentes: especulações sobre influências dos egípcios na antiga filosofia e religião, e as associações destas a discursos maçônicos e de outras sociedades secretas, que alegavam guardar tais segredos antigos até ao Iluminismo; e o surgimento dos estudos acadêmicos orientalistas, que desde o século XVII identificavam a presença de mistérios, segredos ou uma "antiga sabedoria" esotérica a textos e práticas persas, árabes e indianas.
Em sua forma francesa "ésotérisme", apareceu pela primeira vez em 1828 na obra de Jacques Matter (1791-1864), Histoire critique du gnosticisme (3 vols.). O termo "esoterismo", portanto, passou a ser usado no despertar da Era do Iluminismo e de sua crítica à religião institucionalizada, período durante o qual grupos religiosos alternativos começaram a se dissociar do cristianismo dominante na Europa Ocidental. Durante os séculos XIX e XX, o termo "esoterismo" passou a ser comumente visto como algo que era distinto do Cristianismo, e que formou uma subcultura que estava em desacordo com a corrente principal cristã, pelo menos desde a época da Renascença. O ocultista e mágico cerimonial francês Eliphas Lévi (1810-1875) popularizou o termo na década de 1850. Lévi também introduziu o termo l'occultisme, uma noção que ele desenvolveu contra o pano de fundo dos discursos socialistas e católicos contemporâneos. "Esoterismo" e "ocultismo" eram frequentemente empregados como sinônimos, até que estudiosos posteriores distinguiram os conceitos. "Esoterismo ocidental" surgiu como um termo inventado no francês (l'ésoterisme occidental) por ocultistas da década de 1880 para distinguir a sua forma de prática ocidental da teosofia cristã daquilo que eles chamavam de "falso esoterismo oriental" da Sociedade Teosófica. Tornou-se amplamente utilizado por Antoine Faivre para demarcar uma categoria na historiografia do esoterismo.
A "esotérica" (esōterika) passou a se referir também ao conjunto de obras e tópicos relacionados a esses ensinos secretos.

### Uso filosófico
No contexto da filosofia da Grécia Antiga, os termos "esotérico" e "exotérico" são utilizados por acadêmicos contemporâneos não para denotar que havia segredo, mas para distinguir dois procedimentos de pesquisa e educação: o primeiro reservado aos ensinos que eram desenvolvidos "dentro das paredes" da escola filosófica, dentre um círculo de pensadores ("eso-" indicando recôndito, como nas aulas internas à instituição), em oposição daqueles que eram divulgados ao público em discursos e obras publicadas ("exo-": fora). É implícito o significado inicial desta última palavra quando Aristóteles cunhou o termo "falas exotéricas" (ἐξωτερικοὶ λόγοι) talvez para se referir àquelas que ele realizou fora de sua escola. Apesar disso, ele nunca empregou o termo "esotérico" e não há evidências de que fez tratados especializados secretos; há um relato duvidoso por Aulo Gélio, segundo o qual Aristóteles divulgava de tarde os assuntos exotéricos de política, retórica e ética ao público em geral, enquanto reservava a parte da manhã em caminhada com seus discípulos do Liceu para os ensinos do tipo "akroatika" (acroamáticos), referentes a filosofia natural e lógica. Além do mais, o termo "exotérico" para Aristóteles poderia ter outro sentido, hipoteticamente referindo-se também a um conteúdo concernente a uma realidade extracósmica, ta exo, superior e além do Céu, exigindo abstração e lógica, em contraste com o que chamou de enkyklioi logoi, conhecimentos "de dentro do círculo", envolvendo a physis intracósmica que circunda o cotidiano. Há um relato por Estrabão e Plutarco, porém, que afirma que textos escolares do Liceu tinham veiculação interna e sua publicação era mais controlada, em contraste com os exotéricos, e que esses textos "esotéricos" teriam sido redescobertos e compilados apenas com Andrônico de Rodes. Já Platão teria transmitido oralmente ensinos intramurais a seus discípulos, cujo suposto conteúdo "esotérico" sobre os Primeiros Princípios é particularmente realçado pela Escola de Tübingen como distinto dos ensinos escritos aparentes e veiculados em livros ou palestras públicas. Mesmo Hegel posteriormente teria comentado sobre a análise dessa distinção na hermenêutica moderna de Platão e Aristóteles:
"Para expressar um objeto externo não é necessário muito, mas para comunicar uma ideia uma capacidade deve estar presente, e isso sempre permanece algo esotérico, de modo que nunca houve nada puramente exotérico sobre o que os filósofos dizem".
De qualquer modo, bebendo da tradição de discursos reveladores de uma visão do Absoluto e da verdade presentes na mitologia e nos ritos iniciáticos das religiões de mistérios, Platão e sua filosofia foram inaugurais para a percepção ocidental do esoterismo, a ponto de Kocku von Stuckrad afirmar: "a ontologia e antropologia esotérica dificilmente existiriam sem a filosofia platônica". Em seus diálogos, faz uso de expressões que remetem ao sigilo cúltico (por exemplo, ἀπορρήτων, aporrhéton, uma das expressões de proibição de se revelar um segredo no grego antigo, no contexto dos mistérios). No Teeteto 152c, traz um exemplo dessa estratégia de ocultamento:
"Pode ser, então, que Protágoras foi uma pessoa muito engenhosa que lançou esta expressão obscura para os impuros como nós, mas reservou a verdade como uma doutrina secreta a ser revelada (ἐν ἀπορρήτῳ τὴν ἀλήθειαν) a seus discípulos?"
Em ritos iniciáticos, havia discursos e textos sagrados (chamados hieroi logoi) secretos, compondo um esoterismo religioso presente desde os cultos gregos mais antigos. Ao final do século V a.C., a literatura sugere que a sociedade ateniense distinguia o que eram práticas religiosas reservadas ou especialistas iniciáticos que detinham ritos marginais, estes muitas vezes vistos com suspeição (ex.: em A República 364b). Eurípides, por exemplo, frequentemente se refere a círculos religiosos restritos através de personagens. Práticas de mistérios e alegorização eram tendências que provavelmente estavam convergindo nas últimas décadas desse século. Assim, tornou-se comum a interpretação filosófica e alegórica de ideias órficas, um exemplo de texto esotérico restante sendo o Papiro de Derveni.
É com os neoplatônicos que se aprofundará a busca de uma verdade oculta sobre a superfície, desenvolvendo-se a hermenêutica e exegese alegórica tanto de Platão, quanto de Homero, Orfeu ou outros. Plutarco, por exemplo, desenvolveria a justificativa de um esoterismo teológico, e Numênio escreve a obra "Sobre os Segredos de Platão" (Peri tôn para Platoni aporrhèta).
Provavelmente a partir da dicotomia "exôtikos/esôtikos", o mundo helenístico desenvolveu a distinção clássica entre exotérico/esotérico, estimulada pelo criticismo das diversas correntes como pela Patrística. Conforme exemplos do par conceitual em Luciano, Galeno e Clemente de Alexandria, naquela época era considerada uma prática comum entre os filósofos guardarem-se escritos e ensinos secretos, e um paralelo de sigilo e elite reservada também se encontrava no ambiente contemporâneo do gnosticismo. Depois, Jâmblico já apresentaria seu sentido próximo ao do moderno, pois distinguia os pitagóricos antigos entre os matemáticos "exotéricos" e acusmáticos "esotéricos", estes últimos que proferiam ensinamentos enigmáticos e sentidos alegóricos ocultos.

## Desenvolvimento conceitual
"Esoterismo ocidental" não é um termo natural, mas uma categoria artificial, aplicada retrospectivamente a uma gama de correntes e ideias que eram conhecidas por outros nomes pelo menos antes do final do século XVIII. [Isso] significa que, originalmente, nem todas essas correntes e ideias eram necessariamente vistas como pertencendo juntas: ... é apenas no final do século XVII que encontramos as primeiras tentativas de apresentá-las como um único campo ou domínio coerente e em explicar o que eles têm em comum. Em suma, o "esoterismo ocidental" é uma construção erudita moderna, não uma tradição autônoma que já existia e meramente precisava ser descoberta pelos historiadores.

— O estudioso do esoterismo Wouter Hanegraaff, 2013.
O conceito de "esoterismo ocidental" representa uma construção erudita moderna, em vez de uma tradição de pensamento preexistente e autodefinida. No final do século XVII, vários pensadores cristãos europeus apresentaram o argumento de que alguém poderia categorizar certas tradições da filosofia e do pensamento ocidentais em conjunto, estabelecendo assim a categoria agora rotulada de "esoterismo ocidental". O primeiro a fazer isso, Ehregott Daniel Colberg (1659-1698), um teólogo luterano alemão, escreveu Platonisch-Hermetisches Christianity (1690-1691). Um crítico hostil de várias correntes do pensamento ocidental que surgiram desde a Renascença—entre elas o paracelsianismo, weigelianismo e teosofia cristã—em seu livro ele rotulou todas essas tradições sob a categoria de "Cristianismo Platônico-Hermético", retratando-as como heréticas ao que ele via como o "verdadeiro" cristianismo. Apesar de sua atitude hostil em relação a estas tradições de pensamento, Colberg tornou-se o primeiro a conectar essas filosofias díspares e de estudá-las sob uma mesma rubrica, reconhecendo também que essas ideias ligavam de volta a filosofias anteriores da antiguidade tardia.
Na Europa durante o século XVIII, em meio à Era do Iluminismo, essas tradições esotéricas passaram a ser regularmente categorizadas sob os rótulos de "superstição", "magia" e "o oculto"—termos frequentemente usados indistintamente. A academia moderna, então em processo de desenvolvimento, consistentemente rejeitou e ignorou tópicos pertencentes ao "ocultismo", deixando assim a pesquisa sobre eles para entusiastas fora da academia. De fato, de acordo com o historiador do esoterismo Wouter J. Hanegraaff (nascido em 1961), a rejeição de tópicos "ocultos" era vista como um "marcador de identidade crucial" para quaisquer intelectuais que buscassem se afiliar à academia.
Os estudiosos estabeleceram esta categoria no final do século XVIII após identificar "semelhanças estruturais" entre "as ideias e visões de mundo de uma ampla variedade de pensadores e movimentos" que antes disso não haviam sido colocadas no mesmo agrupamento analítico. De acordo com Hanegraaff, o termo forneceu um "rótulo genérico útil" para "um grande e complicado grupo de fenômenos históricos que há muito tempo eram percebidos como compartilhando um air de famille".
Vários acadêmicos enfatizaram a ideia de que o esoterismo é um fenômeno único no mundo ocidental; como afirmou Faivre, uma "perspectiva empírica" sustentaria que "o esoterismo é uma noção ocidental". Conforme acadêmicos tais como Faivre e Hanegraaff apontaram, não há categoria comparável de esoterismo "oriental" ou "oriental". A ênfase no esoterismo ocidental foi, no entanto, principalmente concebida  para distinguir o campo de um esoterismo universal. Hanegraaff os caracterizou como "visões de mundo reconhecíveis e abordagens do conhecimento que desempenharam um papel importante, embora sempre controverso, na história da cultura ocidental". O historiador da religião Henrik Bogdan afirmou que o esoterismo ocidental constituiu "um terceiro pilar da cultura ocidental" ao lado da "fé doutrinária e racionalidade", sendo considerado herético pela primeira e irracional pela segunda. Estudiosos, no entanto, reconhecem que várias tradições não ocidentais exerceram "uma profunda influência" sobre o esoterismo ocidental, citando o exemplo proeminente da incorporação da Sociedade Teosófica de conceitos hindus e budistas reencarnação em suas doutrinas. Dadas essas influências e a natureza imprecisa do termo "ocidental", o estudioso do esoterismo Kennet Granholm argumentou que os acadêmicos deveriam parar de se referir ao "esoterismo ocidental" completamente, e, em vez disso, simplesmente favorecer o "esoterismo" como um descritor desse fenômeno. Egil Asprem endossou esta abordagem.

## Definição
O historiador do esoterismo Antoine Faivre observou que "nunca um termo preciso, [esoterismo] começou a ultrapassar suas fronteiras por todos os lados", com Faivre e Karen-Claire Voss afirmando que o esoterismo ocidental consiste em "um vasto espectro de autores, tendências, obras de filosofia, religião, arte, literatura e música". Há amplo consenso entre os estudiosos sobre quais correntes de pensamento podem ser colocadas dentro de uma categoria de "esoterismo", variando do antigo gnosticismo e hermetismo ao rosacrucianismo e a cabala e até fenômenos mais recentes como o movimento da Nova Era. No entanto, "esoterismo" em si continua sendo um termo controverso, com estudiosos especializados no assunto discordando sobre como ele pode ser melhor definido.

### Esoterismo como uma tradição interna, secreta e universal

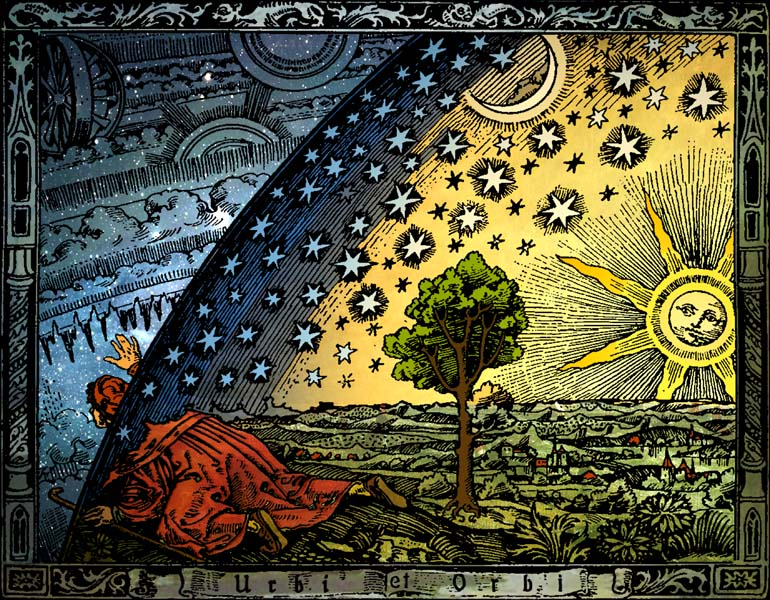
Versão colorida da gravura Flammarion (1888)

Uma definição adotada por alguns estudiosos usou "esoterismo ocidental" em referência a "tradições internas" que se preocupam com uma "dimensão espiritual universal da realidade, em oposição às instituições religiosas meramente externas ('exotéricas') e sistemas dogmáticos de religiões estabelecidas." De acordo com esta abordagem, o "esoterismo ocidental" é visto como apenas uma variante de um "esoterismo" mundial que pode ser encontrado no coração de todas as religiões e culturas do mundo, refletindo uma realidade esotérica oculta. Este uso do termo "esoterismo" é o mais próximo do significado original da palavra como era usado na antiguidade tardia, em que era aplicado a ensinamentos espirituais secretos que eram reservados para uma elite específica e escondidos das massas. Esta definição foi popularizada no trabalho publicado de esoteristas do século XIX como A. E. Waite, que procuraram combinar suas próprias crenças místicas com uma interpretação histórica do esoterismo. Posteriormente, tornou-se uma abordagem popular dentro de vários movimentos esotéricos, mais notavelmente o martinismo e o tradicionalismo.
Essa definição, originalmente desenvolvida pelos próprios esotéricos, tornou-se popular entre os acadêmicos franceses durante a década de 1980, exercendo uma forte influência sobre os estudiosos Mircea Eliade, Henry Corbin e os primeiros trabalhos de Faivre. No campo acadêmico dos estudos religiosos, aqueles que estudam as diferentes religiões em busca de uma dimensão universal interior para todas elas são denominados "religionistas". Essas ideias religiosas também exerceram uma influência sobre estudiosos mais recentes como Nicholas Goodrick-Clarke e Arthur Versluis. Versluis, por exemplo, definiu "esoterismo ocidental" como "conhecimento espiritual interno ou oculto transmitido pelas correntes históricas da Europa Ocidental que, por sua vez, alimentam os cenários norte-americanos e outros não europeus". Ele acrescentou que todas essas correntes esotéricas ocidentais compartilhavam uma característica central, "uma alegação de gnose, ou visão espiritual direta da cosmologia ou visão espiritual", e, consequentemente, sugeriu que essas correntes poderiam ser referidas como "gnósticas ocidentais" tanto quanto "esotéricas ocidentais".
Existem vários problemas com este modelo para a compreensão do esoterismo ocidental. O mais significativo é que repousa sobre a convicção de que realmente há uma "dimensão universal, oculta e esotérica da realidade" que existe objetivamente. A existência dessa tradição interna universal não foi descoberta por meio de investigação científica ou acadêmica; isso levou alguns a alegar que ela não existe, embora Hanegraaff ache melhor adotar uma visão baseada no agnosticismo metodológico ao afirmar que "simplesmente não sabemos - e não podemos saber" se existe ou não. Ele observou que, mesmo se tal natureza verdadeira e absoluta da realidade realmente existisse, ela só seria acessível por meio de práticas espirituais "esotéricas" e não poderia ser descoberta ou medida pelas ferramentas "exotéricas" da investigação científica e acadêmica. Hanegraaff também destacou que uma atitude que busca descobrir um núcleo oculto interno de todas as correntes esotéricas mascara o fato de que tais grupos muitas vezes contêm diferenças significativas uns dos outros, estando enraizados em seus próprios contextos históricos e sociais e expressando ideias e agendas que são mutuamente exclusivos. Uma terceira questão foi que muitas dessas correntes amplamente reconhecidas como esotéricas nunca esconderam seus ensinamentos e, no século XX, passaram a permear a cultura popular, problematizando assim a afirmação de que o esoterismo poderia ser definido por sua natureza oculta e secreta. Além disso, Hanegraaff observou que quando os estudiosos adotam essa definição, isso mostra que eles se inscrevem às doutrinas religiosas que são adotadas pelos mesmos grupos que eles estão estudando.

### Esoterismo como uma visão de mundo encantada

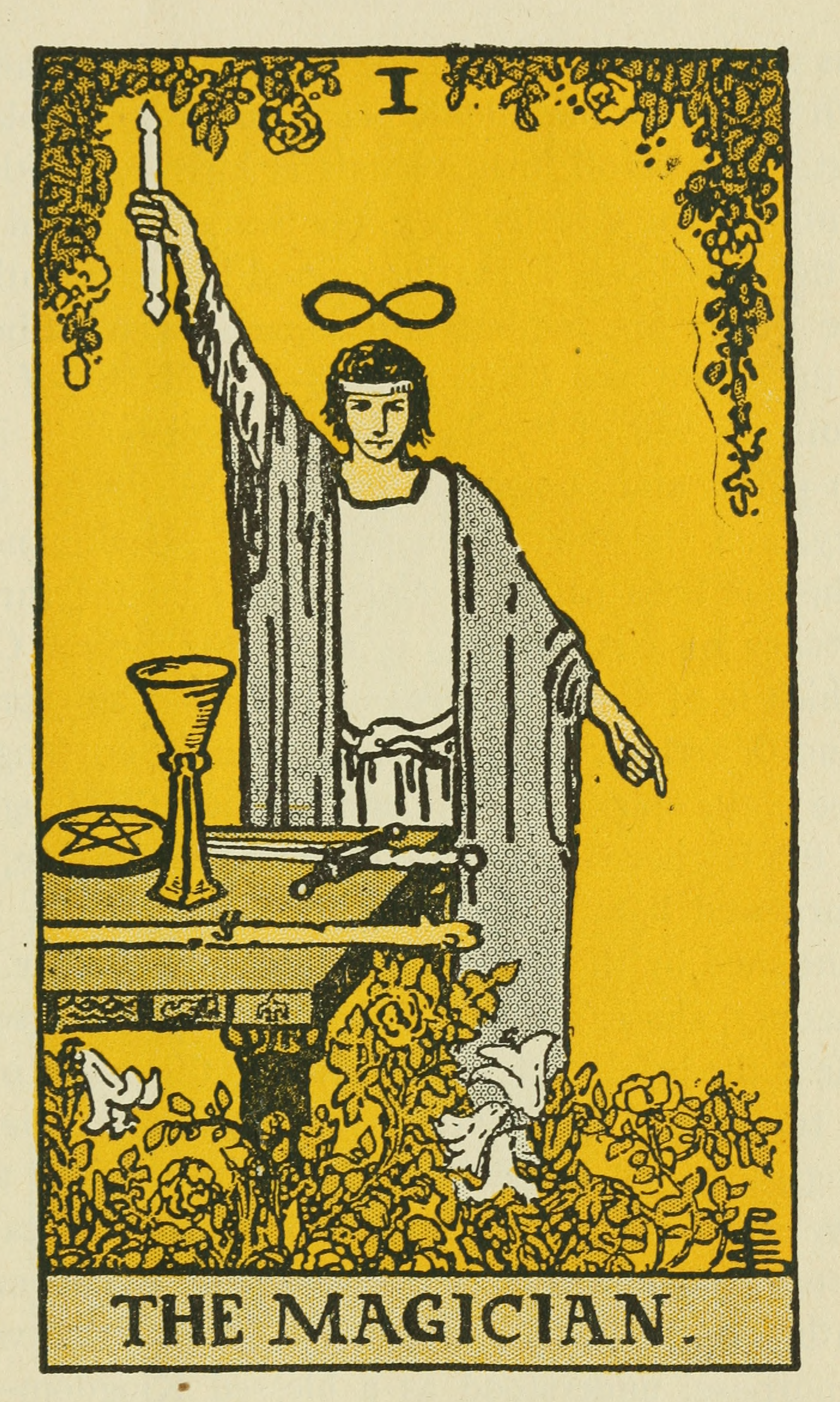
O Mago, uma carta de tarô exibindo o conceito hermético de "assim acima, como abaixo". Faivre conectou este conceito a "correspondências", sua primeira característica definidora do esoterismo

Outra abordagem do esoterismo ocidental tratou-o como uma visão de mundo que abraça o "encantamento" em contraste com as visões de mundo influenciadas pela ciência pós-cartesiana, pós-newtoniana e positivista, que buscou "desencantar" o mundo. Esoterismo é, portanto, entendido como compreendendo aquelas visões de mundo que evitam a crença na causalidade instrumental e, em vez disso, adotam a crença de que todas as partes do universo estão inter-relacionadas sem a necessidade de cadeias causais. Portanto, é uma alternativa radical às visões de mundo desencantadas que dominaram a cultura ocidental desde a revolução científica, e deve, portanto, estar sempre em conflito com a cultura secular.
Um dos primeiros expoentes dessa definição foi a historiadora do pensamento renascentista Frances Yates, em suas discussões sobre uma "Tradição Hermética", que ela viu como uma alternativa "encantada" à religião estabelecida e à ciência racionalista. No entanto, o principal expoente dessa visão foi Faivre, que publicou uma série de critérios para definir o "esoterismo ocidental" em 1992. Faivre afirmou que o esoterismo era "identificável pela presença de seis características ou componentes fundamentais", quatro dos quais eram "intrínsecos" e, portanto, vitais para definir algo como esotérico, enquanto os outros dois eram "secundários" e, portanto, não necessariamente presentes em todas as formas de esoterismo. Ele listou essas características da seguinte forma:
1. "Correspondências": Esta é a ideia de que existem correspondências reais e simbólicas entre todas as coisas no universo.[63] Como exemplos disso, Faivre apontou para o conceito esotérico de macrocosmo e microcosmo, muitas vezes apresentado como o ditado "como acima, é abaixo", bem como a ideia astrológica de que as ações dos planetas têm uma correspondência direta influência no comportamento dos seres humanos.[64]
2. "Natureza Viva": Faivre argumentou que todos os esoteristas imaginam o universo natural como sendo imbuído de sua própria força vital e que, como tal, eles o entendem como sendo "complexo, plural, hierárquico".[65]
3. "Imaginação e Mediações": Faivre acreditava que todos os esoteristas colocam grande ênfase na imaginação humana e nas mediações – "como rituais, imagens simbólicas, mandalas, espíritos intermediários" – e mantras como ferramentas que fornecem acesso a mundos e níveis de realidade existente entre o mundo material e o divino.[66]
4. "Experiência de Transmutação": a quarta característica intrínseca ao esoterismo para Faivre foi a ênfase que os esoteristas colocam em se transformarem fundamentalmente por meio de sua prática, por exemplo, por meio da transformação espiritual que supostamente acompanha a obtenção da gnose.[67]
5. "Prática da Concordância": A primeira das características secundárias do esoterismo de Faivre era a crença – sustentada por muitos esoteristas, como os da filosofia perene – de que existe um princípio unificador fundamental ou raiz da qual emergem todas as religiões e práticas espirituais do mundo. O princípio esotérico comum é que, ao atingir esse princípio unificador, as diferentes crenças do mundo podem ser reunidas em unidade.[68]
6. "Transmissão": a segunda característica secundária de Faivre foi a ênfase na transmissão dos ensinamentos esotéricos e segredos de um mestre para seu discípulo, por meio de um processo de iniciação.[69]

A forma de categorização de Faivre foi endossada por estudiosos como Goodrick-Clarke, e em 2007 Bogdan notou que ela se tornou "a definição padrão" do esoterismo ocidental em uso entre os estudiosos. No entanto, em 2013, o acadêmico Kennet Granholm afirmou apenas que a definição de Faivre foi "o paradigma dominante por um longo tempo" e que "ainda exerce influência entre os estudiosos fora do estudo do esoterismo ocidental". A vantagem do sistema de Faivre é que ele permite que várias tradições esotéricas sejam comparadas "umas com as outras de uma forma sistemática". No entanto, críticas também foram expressas à teoria de Faivre, apontando suas várias fraquezas. Hanegraaff afirmou que a abordagem de Faivre envolvia "raciocínio por protótipo" no sentido de que já contava com um "melhor exemplo" de como o esoterismo ocidental deveria se parecer, contra o qual outros fenômenos deveriam ser comparados. O estudioso do esoterismo Kocku von Stuckrad (nascido em 1966) observou que a taxonomia de Faivre era baseada em suas próprias áreas de especialismo – hermetismo renascentista, cabala cristã e teosofia protestante – e que, portanto, não era baseada em um entendimento mais amplo do esoterismo como tem existido ao longo da história, desde o mundo antigo até o período contemporâneo. Consequentemente, Von Stuckrad sugeriu que era uma boa tipologia para a compreensão do "esoterismo cristão no início do período moderno", mas carecia de utilidade além disso.

### Esoterismo como reivindicação de conhecimento superior
De maneira um tanto crua, o esoterismo pode ser descrito como uma forma ocidental de espiritualidade que enfatiza a importância do esforço individual para obter conhecimento espiritual, ou "gnose", por meio da qual o homem é confrontado com o aspecto divino da existência.

— Historiador da religião Henrik Bogdan, 2007.
Como alternativa à estrutura de Faivre, Kocku von Stuckrad desenvolveu sua própria variante, embora tenha argumentado que isso não representava uma "definição", mas sim "uma estrutura de análise" para uso acadêmico. Ele afirmou que "no nível mais geral de análise", o esoterismo representava "a reivindicação de conhecimento superior", uma reivindicação de possuir "sabedoria que é superior a outras interpretações do cosmos e da história" e que serve como uma "chave mestra para responder a todas as questões da humanidade". Consequentemente, ele acreditava que os grupos esotéricos colocavam uma grande ênfase no segredo, não porque eles estivessem inerentemente enraizados em grupos de elite, mas porque a ideia de segredos ocultos que podem ser revelados era central para seu discurso. Examinando os meios de acessar o conhecimento superior, ele destacou dois temas que ele acreditava poderem ser encontrados no esoterismo, o da mediação por meio do contato com entidades não-humanas e a experiência individual. Consequentemente, para Von Stuckrad, o esoterismo poderia ser mais bem entendido como "um elemento estrutural da cultura ocidental", em vez de uma seleção de diferentes escolas de pensamento.

### Esoterismo ocidental como "conhecimento rejeitado"
Uma definição adicional foi proposta por Hanegraaff e sustenta que "esoterismo ocidental" é uma categoria que representa "a lata de lixo do conhecimento rejeitado da academia". A este respeito, contém todas as teorias e visões de mundo que foram rejeitadas pela comunidade intelectual dominante porque não estão de acordo com "concepções normativas de religião, racionalidade e ciência". Sua abordagem está enraizada no campo da história das ideias e enfatiza o papel da mudança e transformação ao longo do tempo.
Goodrick-Clarke criticou essa abordagem, acreditando que ela relegava o esoterismo ocidental à posição de "uma vítima das perspectivas positivistas e materialistas no século XIX" e, portanto, reforça a ideia de que as tradições esotéricas ocidentais eram de pouca importância histórica. Bogdan similarmente expressou preocupação com relação à definição de Hanegraaff, acreditando que ela tornava a categoria de esoterismo ocidental "toda inclusiva" e, portanto, analiticamente inútil.

## História

### Antiguidade Tardia

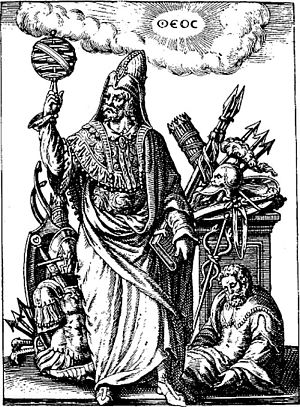
Uma ilustração posterior de Hermes Trismegisto

As origens do esoterismo ocidental estão no Mediterrâneo Oriental helenístico, então parte do Império Romano, durante a Antiguidade Tardia, um período que abrange os primeiros séculos da Era Comum. Este era um meio no qual havia uma mistura de tradições religiosas e intelectuais da Grécia, Egito, Levante, Babilônia e Pérsia, e no qual a globalização, a urbanização e o multiculturalismo estavam provocando mudanças socioculturais. A formação do conceito de magia no mundo greco-romano envolveu também a separação de uma esfera de ciências ocultas ou inclusive escondidas devido a serem proibidas. Por exemplo, no século I a.C. em Roma, grande parte da historiografia considera que houve um culto de teor esotérico com o pitagorismo revivido entre a elite romana, principalmente na sociedade criada em torno de Nigídio Fígulo e Marco Terêncio Varrão, ocorrendo a difusão de artes divinatórias, vistas como secretas e por vezes sofrendo perseguições.
Um outro componente importante foi o hermetismo, uma escola de pensamento helenística egípcia que leva o nome do lendário sábio egípcio, Hermes Trismegisto. Nos séculos II e III d.C., apareceram vários textos atribuídos a Hermes Trismegisto, incluindo o Corpus Hermeticum, Asclépio e O Discurso sobre o Oitavo e o Nono. Embora ainda seja debatido se o hermetismo foi um fenômeno puramente literário ou se havia comunidades de praticantes que agiram com base nessas ideias, foi estabelecido que esses textos discutem a verdadeira natureza de Deus, enfatizando que os humanos devem transcender pensamento racional e desejos mundanos a fim de encontrar a salvação e renascer em um corpo espiritual de luz imaterial, alcançando assim a unidade espiritual com a divindade.
Outra tradição de pensamento esotérico no final da Antiguidade era o gnosticismo, que tinha uma relação complexa com o cristianismo. Várias seitas gnósticas existiram, e eles acreditavam amplamente que a luz divina havia sido aprisionada no mundo material por uma entidade malévola conhecida como o Demiurgo, que era servido por ajudantes demoníacos, os Arcontes. Era a crença gnóstica que os humanos, que estavam imbuídos da luz divina, deveriam buscar alcançar a gnose e assim escapar do mundo da matéria e se reunir novamente à fonte divina.
Uma terceira forma de esoterismo na Antiguidade Tardia foi o neoplatonismo, uma escola de pensamento influenciada pelas ideias do filósofo Platão. Defendido por figuras como Plotino, Porfírio, Jâmblico e Proclo, o neoplatonismo sustentava que a alma humana havia caído de suas origens divinas no mundo material, mas que poderia progredir, através de uma série de esferas hierárquicas do ser, para retornar ao seu origens divinas mais uma vez. Os neoplatonistas posteriores realizaram teurgia, uma prática ritual atestada em fontes como os Oráculos Caldeus. Os estudiosos ainda não têm certeza do que exatamente envolvia a teurgia, embora se saiba que envolvia uma prática destinada a fazer aparecer deuses, que poderiam então elevar a mente do teurgo à realidade do divino.

### Idade Média
Após a queda de Roma, a alquimia e a filosofia e outros aspectos da tradição foram amplamente preservados no mundo árabe e do Oriente Próximo e reintroduzidos na Europa Ocidental por judeus e pelo contato cultural entre cristãos e muçulmanos na Sicília e Sul da Itália. O século XII viu o desenvolvimento da Cabala no sul da Itália e na Espanha medieval.
O período medieval também viu a publicação de grimórios, que ofereciam fórmulas frequentemente elaboradas para teurgia e taumaturgia. Muitos dos grimórios parecem ter influência cabalística. Figuras da alquimia deste período parecem ter autorado ou usado grimórios.

### Renascimento e período moderno inicial
Durante a Renascença, vários pensadores europeus começaram a sintetizar filosofias "pagãs" (isto é, não cristãs), que estavam então sendo disponibilizadas por meio de traduções para o árabe, com o pensamento cristão e a cabala judaica. O mais antigo desses indivíduos foi o filósofo bizantino Pletão (1355/60–1452?), Que argumentou que os Oráculos Caldeus representavam um exemplo de uma religião superior da humanidade antiga que havia sido transmitida pelos platônicos.
As ideias de Pletão interessaram ao governante de Florença, Cosimo de Medici, que empregou o pensador florentino Marsilio Ficino (1433–1499) para traduzir as obras de Platão para o latim. Ficino passou a traduzir e publicar as obras de várias figuras platônicas, argumentando que suas filosofias eram compatíveis com o cristianismo e permitindo o surgimento de um movimento mais amplo no platonismo renascentista, ou orientalismo platônico. Ficino também traduziu parte do Corpus Hermeticum, embora o restante seria traduzido por seu contemporâneo, Lodovico Lazzarelli (1447–1500).
Outra figura central neste meio intelectual foi Giovanni Pico della Mirandola (14631494), que alcançou notoriedade em 1486 ao convidar estudiosos de toda a Europa para vir e debater com ele 900 teses que ele havia escrito. Pico della Mirandola argumentou que todas essas filosofias refletiam uma grande sabedoria universal. No entanto, o Papa Inocêncio VIII condenou essas ideias, criticando-o por tentar misturar as ideias pagãs e judaicas com o cristianismo.
O crescente interesse de Pico della Mirandola pela cabala Judaica levou ao desenvolvimento de uma forma distinta de cabala cristã. Seu trabalho foi desenvolvido pelo alemão Johannes Reuchlin (1455–1522), autor de um texto proeminente sobre o assunto, De Arte Cabbalistica. A cabala cristã foi expandida na obra do alemão Heinrich Cornelius Agrippa (1486–1535 /36), que a usou como uma estrutura para explorar as tradições filosóficas e científicas da Antiguidade em sua obra De occulta philosophia libri tres. O trabalho de Agrippa e de outros filósofos esotéricos foi baseado em uma cosmovisão pré-copernicana, mas seguindo os argumentos de Copérnico, uma compreensão mais precisa do cosmos foi estabelecida. As teorias de Copérnico foram adotadas em correntes esotéricas de pensamento por Giordano Bruno (1548–1600), cujas ideias seriam consideradas heresia pela Igreja Católica Romana, resultando eventualmente em sua execução pública.

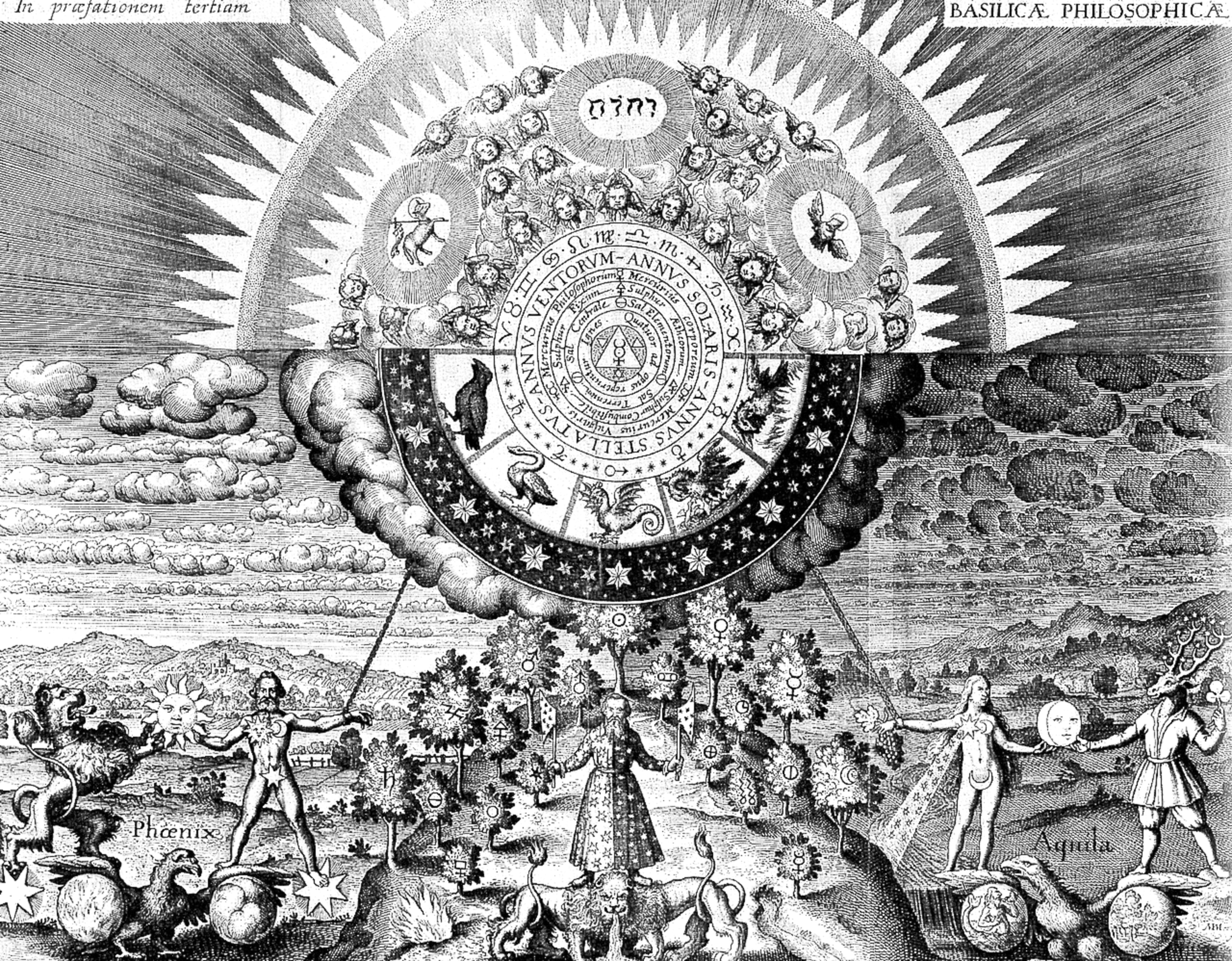
Uma analogia alquímica de macrocosmo e microcosmo na seção "Basilica Philosophica" em Opus Medico-Chymicum (1618)

Uma linha distinta de pensamento esotérico se desenvolveu na Alemanha, onde veio a ser conhecida como Naturphilosophie; embora influenciada pelas tradições da Antiguidade Tardia e da Cabala medieval, reconhecia apenas duas fontes principais de autoridade: as escrituras bíblicas e o mundo natural. O principal expoente desta abordagem foi Paracelso (1493/94–1541), que se inspirou na alquimia e na magia popular para argumentar contra a corrente dominante da medicina de seu tempo que, como na Antiguidade, ainda baseava sua abordagem nas ideias do médico e filósofo do século II, Galeno, um grego do Império Romano. Em vez disso, Paracelso incentivou os médicos a aprenderem medicina por meio da observação do mundo natural, embora em trabalhos posteriores ele também tenha começado a se concentrar em questões abertamente religiosas. Seu trabalho ganharia apoio significativo em ambas as áreas ao longo dos séculos seguintes.

Um dos influenciados por Paracelso foi o sapateiro alemão Jacob Böhme (1575–1624), que deu início ao movimento da teosofia cristã por meio de suas tentativas de resolver o problema do mal. Böhme argumentou que Deus foi criado a partir de um mistério insondável, o Ungrund, e que o próprio Deus era composto de um núcleo de ira, rodeado pelas forças da luz e do amor. Embora condenado pelas autoridades luteranas da Alemanha, as ideias de Böhme se espalharam e formaram a base para uma série de pequenas comunidades religiosas, como os Irmãos Angélicos de Johann Georg Gichtel em Amsterdã e a Sociedade Filadelfiana de John Pordage e Jane Leade na Inglaterra.

O Esquadro e Compasso maçônico.

De 1614 a 1616, os três Manifestos Rosacruzes foram publicados na Alemanha; esses textos pretendiam representar uma irmandade iniciatória secreta que havia sido fundada séculos antes por um adepto alemão chamado Christian Rosenkreutz. Não há evidência de que Rosenkreutz foi uma figura histórica genuína, nem que uma Ordem Rosacruz havia existido até aquele ponto. Em vez disso, os manifestos são provavelmente criações literárias do teólogo luterano Johann Valentin Andreae (1586-1654). No entanto, eles inspiraram muito interesse público, com vários indivíduos passando a se descrever como "rosacruzes" e alegando que tinham acesso a conhecimento esotérico secreto como resultado.
Uma verdadeira irmandade iniciática foi estabelecida no final do século XVI na Escócia por meio da transformação das guildas de canteiros medievais para incluir o não-artesão: a Maçonaria. Logo se espalhando por outras partes da Europa, na Inglaterra rejeitou amplamente seu caráter esotérico e abraçou o humanismo e o racionalismo, enquanto na França abraçou novos conceitos esotéricos, particularmente aqueles da teosofia cristã, como da Ordem Martinista.

### Séculos XVIII, XIX e início do XX

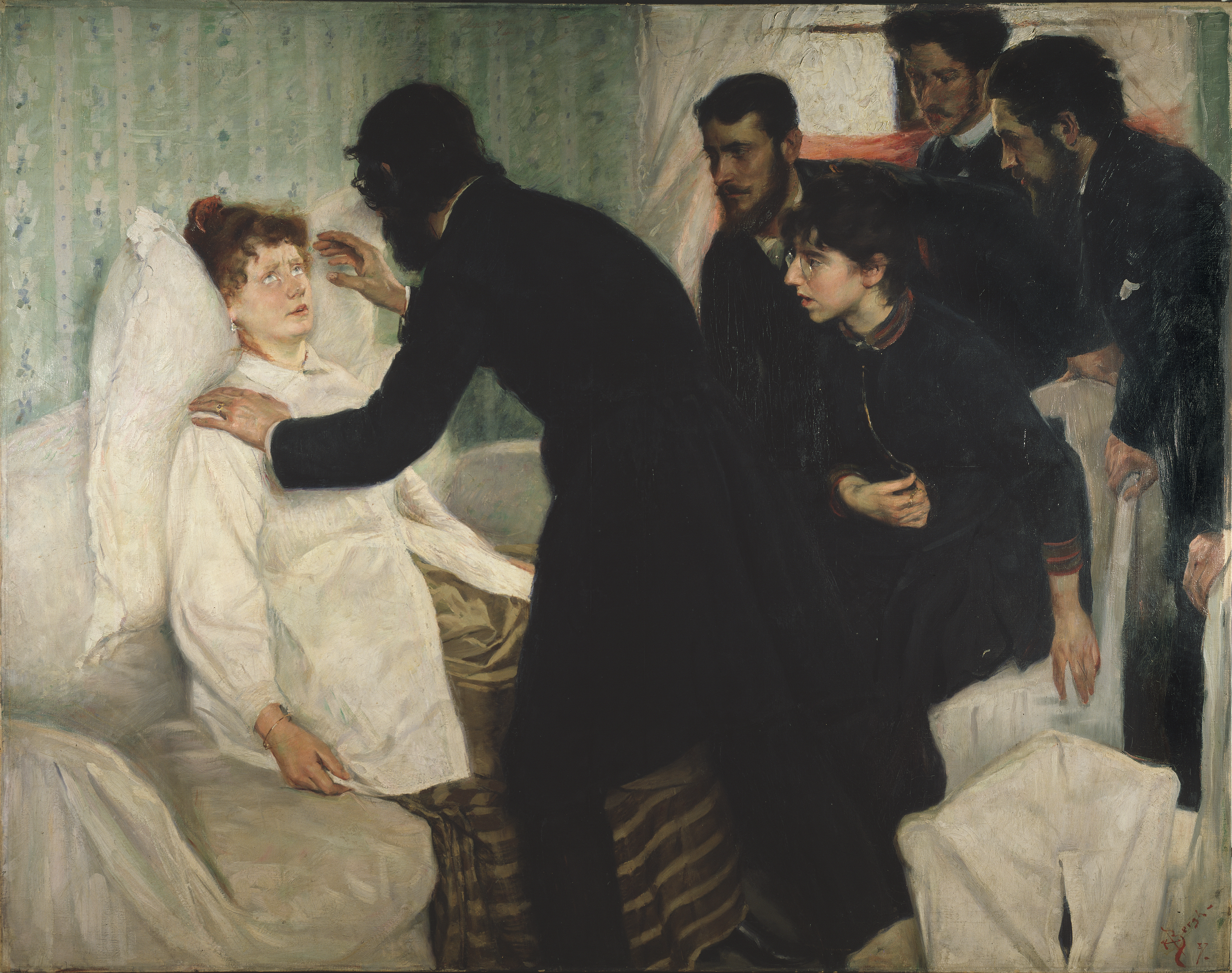
Séance hipnótica. Pintura do artista sueco Richard Bergh, 1887

A Era do Iluminismo testemunhou um processo de crescente secularização dos governos europeus e uma adoção da ciência moderna e da racionalidade nos círculos intelectuais. Por sua vez, um "ocultismo modernista" emergiu que refletiu várias maneiras pelas quais os pensadores esotéricos chegaram a um acordo com esses desenvolvimentos. Um dos esoteristas mais proeminentes deste período foi o naturalista sueco Emanuel Swedenborg (1688–1772), que tentou reconciliar ciência e religião depois de experimentar uma visão de Jesus Cristo. Seus escritos se concentraram em suas viagens visionárias ao céu e ao inferno e suas comunicações com anjos, afirmando que o mundo materialista visível é paralelo a um mundo espiritual invisível, com correspondências entre os dois que não refletem relações causais. Após sua morte, os seguidores fundariam a Nova Igreja swedenborgiana, embora seus escritos influenciariam uma gama muito mais ampla de filosofias esotéricas. Outra figura importante dentro do movimento esotérico deste período foi o médico alemão Franz Anton Mesmer (1734–1814), que desenvolveu a teoria do magnetismo animal, que mais tarde veio a ser conhecido mais comumente como "mesmerismo". Mesmer afirmava que uma força vital universal permeia tudo, incluindo o corpo humano, e que as doenças são causadas por uma perturbação ou bloqueio no fluxo dessa força; ele desenvolveu técnicas que afirmavam limpar esses bloqueios e restaurar a saúde plena do paciente. Um dos seguidores de Mesmer, o marquês de Puységur, descobriu que o tratamento mesmérico poderia induzir um estado de transe sonambúlico no qual alegavam entrar em estados visionários e se comunicar com seres espirituais.
Esses estados de transe sonambúlicos influenciaram fortemente a religião do espiritualismo, que surgiu nos Estados Unidos na década de 1840 e se espalhou pela América do Norte e Europa. O espiritualismo se baseava no conceito de que os indivíduos podiam se comunicar com os espíritos dos mortos durante as sessões. Embora a maioria das formas de espiritualismo tivesse pouca profundidade teórica, sendo em grande parte questões práticas, visões de mundo teológicas completas baseadas no movimento seriam articuladas por Andrew Jackson Davis (1826–1910) e Allan Kardec (1804–1869). O interesse científico nas afirmações do espiritualismo resultou no desenvolvimento do campo da pesquisa psíquica. O sonambulismo também exerceu uma forte influência nas primeiras disciplinas da psicologia e psiquiatria; ideias esotéricas permeiam o trabalho de muitas primeiras figuras neste campo, mais notavelmente Carl Gustav Jung, embora com o surgimento da psicanálise e do behaviorismo no século XX essas disciplinas tenham se distanciado do esoterismo. Também influenciada pelo sonambulismo artificial foi a religião do Novo Pensamento, fundada pelo mesmerista americano Phineas P. Quimby (1802–1866) e que girava em torno do conceito de "mente sobre a matéria", acreditando que a doença e outras condições negativas poderiam ser curadas pelo poder da crença.

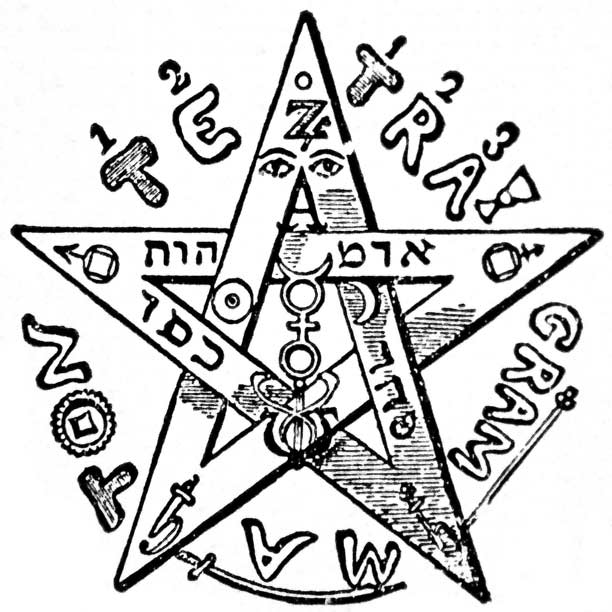
Pentagrama de Eliphas Levi

Na Europa, um movimento geralmente denominado "ocultismo" emergiu quando várias figuras tentaram encontrar uma "terceira via" entre o cristianismo e a ciência positivista enquanto construíam nas tradições antigas, medievais e renascentistas do pensamento esotérico. Na França, após a agitação social da Revolução de 1789, várias figuras emergiram neste meio ocultista que foram fortemente influenciadas pelo catolicismo tradicional, as mais notáveis das quais foram Eliphas Lévi (1810–1875) e Papus (1865–1916). Também significativo foi René Guénon (1886–1951), cuja preocupação com a tradição o levou a desenvolver um ponto de vista ocultista denominado tradicionalismo; abraçou a ideia de uma tradição universal original e, portanto, uma rejeição da modernidade. Suas ideias tradicionalistas teriam uma forte influência em esoteristas posteriores como Julius Evola (1898–1974) e Frithjof Schuon (1907–1998). No período romântico inicial, porém, outros franceses se inspiraram em revelações pessoais para fundamentar seus sistemas esotéricos, tais como Charles Fourier (1772–1837), Józef Maria Hoene-Wroński (1776–1853) e Antoine Fabre d'Olivet (1767–1825). Esse último afirmava a unidade das tradições religiosas mundiais e foi marcante no desenvolvimento do ocultismo francês devido à sua divulgação do pitagorismo e de um sistema musical sobre números e harmonia, inspirando inclusive sociedades neopitagóricas da Itália e Brasil. Fabre d'Oliveit chegou a fundar também ao final de sua vida a sociedade secreta La Vraie Maçonnerie et la Céleste Culture. Posteriormente, outro visionário francês que criaria um sistema próprio muito influenciado pela música e pelo sentimento de unidade das tradições foi Saint-Yves d'Alveydre (1842–1909).

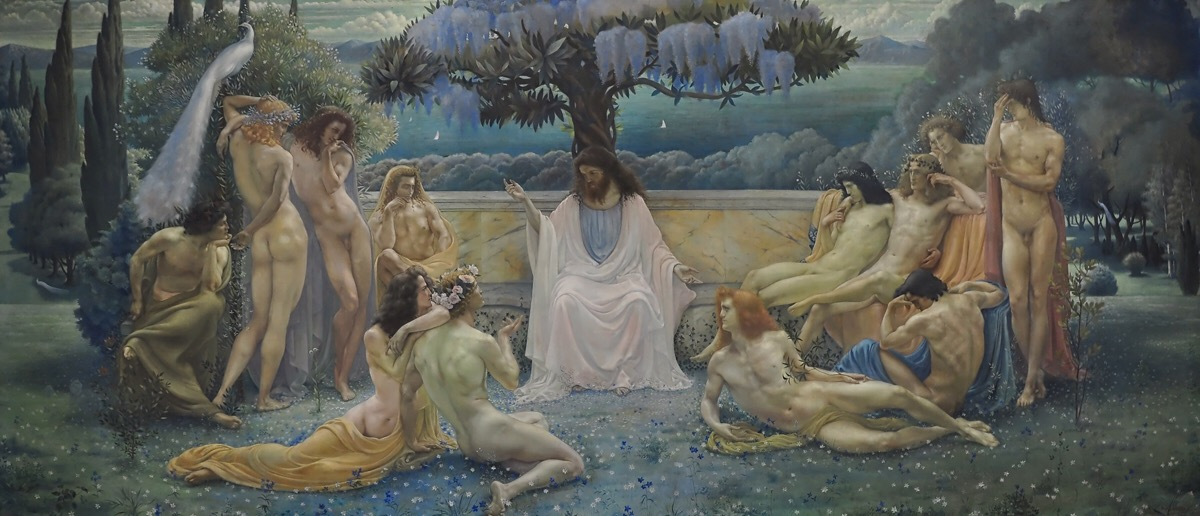
A Escola de Platão (1898) por Jean Delville. O pintor se inspira em diversos temas do esoterismo ocidental populares no fin de siècle, como a obra Os Grandes Iniciados de Édouard Schuré.

No espírito do fin de siècle da França, havia grande insatisfação com o materialismo e o positivismo. Crenças tradicionais do cristianismo foram abaladas desde o escrutínio histórico e científico em Vida de Jesus (1863) por Ernest Renan. Uma das reações foi a valorização do mistério, do inconsciente e de temas como o satanismo, ou então a adoção das religiões orientais. Uma alternativa esotérica que surgiu como forte contramovimento aos teosofistas da Sociedade de Blavatsky foi encabeçada por Stanislas de Guaïta, apresentando o esoterismo como uma tradição integral da civilização ocidental e continuando a obra dos ocultistas franceses anteriores. Guaïta, junto de Joséphin Peladan, fundou em 1888 a Ordre de la Rose+Croix kabbalistique, e ambos promoveram exibições de pinturas místicas nos seus chamados Salões Rosacruzes. A partir desse ambiente, os pintores do simbolismo, como Odilon Redon e Jean Delville, foram fortemente influenciados pelo contexto esoterista, dentre outros artistas.
No mundo anglófono, o crescente movimento ocultista devia mais aos libertinos do Iluminismo e, portanto, era mais frequentemente de uma tendência anticristã que via a sabedoria como emanando das religiões pagãs pré-cristãs da Europa. Vários médiuns espiritualistas ficaram desiludidos com o pensamento esotérico disponível e buscaram inspiração nas correntes pré-swedenborgianas; entre os mais proeminentes desses foram Emma Hardinge Britten (1823–1899) e Helena Blavatsky (1831–1891), a última das quais clamava pelo renascimento da "ciência oculta" dos antigos, que podia ser encontrada tanto no Oriente como Oeste. Autora dos influentes Ísis sem Véu (1877) e A Doutrina Secreta (1888), ela cofundou a Sociedade Teosófica em 1875. Líderes subsequentes da Sociedade, nomeadamente Annie Besant (1847–1933) e Charles Webster Leadbeater (1854–1934) interpretaram a teosofia moderna como uma forma de cristianismo esotérico ecumênico, resultando em sua proclamação do indiano Jiddu Krishnamurti (1895–1986) como messias mundial. Em rejeição a isso foi a separatista Sociedade Antroposófica fundada por Rudolf Steiner (1861–1925).
Novos entendimentos esotéricos da magia também se desenvolveram na última parte do século XIX. Um dos pioneiros disso foi o americano Paschal Beverly Randolph (1825–1875), que argumentou que a energia sexual e as drogas psicoativas podiam ser usadas para fins mágicos. Na Inglaterra, a Ordem Hermética da Aurora Dourada, uma ordem iniciática devotada à magia que se baseava no entendimento da cabala, foi fundada nos últimos anos do século. Um dos membros mais proeminentes dessa ordem foi Aleister Crowley (1875–1947), que proclamou a religião de Thelema e se tornou um membro proeminente da Ordo Templi Orientis. Alguns de seus contemporâneos desenvolveram escolas esotéricas de pensamento que não envolviam magia, como o professor greco-armênio George Gurdjieff (1866–1949) e seu aluno russo P. D. Ouspensky (1878–1947).
Os sistemas ocultos e esotéricos emergentes encontraram popularidade crescente no início do século XX, especialmente na Europa Ocidental. Lojas ocultas e sociedades secretas floresceram entre os intelectuais europeus dessa época, que haviam abandonado em grande parte as formas tradicionais de cristianismo. A disseminação de ensinamentos secretos e práticas mágicas encontrou adeptos entusiastas no caos da Alemanha durante os anos entre as guerras. Escritores notáveis como Guido von List espalharam ideias neopagãs e nacionalistas, baseadas no wotanismo e na Cabala. Muitos alemães ricos e influentes foram atraídos para sociedades secretas como a Sociedade Thule. O ativista da Sociedade Thule, Karl Harrer, foi um dos fundadores do Partido dos Trabalhadores Alemães, que mais tarde se tornou o Partido Nazista; alguns membros do Partido Nazista como Alfred Rosenberg e Rudolf Hess foram listados como "convidados" da Sociedade Thule, assim como o mentor de Adolf Hitler, Dietrich Eckart. Após sua ascensão ao poder, os nazistas perseguiram ocultistas. Enquanto muitos líderes do Partido Nazista, como Hitler e Joseph Goebbels, eram hostis ao ocultismo, Heinrich Himmler usou Karl Maria Wiligut como clarividente "e consultava regularmente para obter ajuda na definição dos aspectos simbólicos e cerimoniais da SS", mas não para decisões políticas importantes. Em 1939, Wiligut foi "retirado à força da SS" por ter sido internado por insanidade. Por outro lado, a ordem de magia hermética alemã Fraternitas Saturni foi fundada na Páscoa de 1928 e é um dos grupos mágicos mais antigos em funcionamento contínuo na Alemanha. Em 1936, a Fraternitas Saturni foi proibida pelo regime nazista. Os líderes da loja emigraram para evitar a prisão, mas no decorrer da guerra Eugen Grosche, um de seus principais líderes, foi preso por um ano pelo governo nazista. Após a Segunda Guerra Mundial, eles reformaram a Fraternitas Saturni.

### Final do século XX

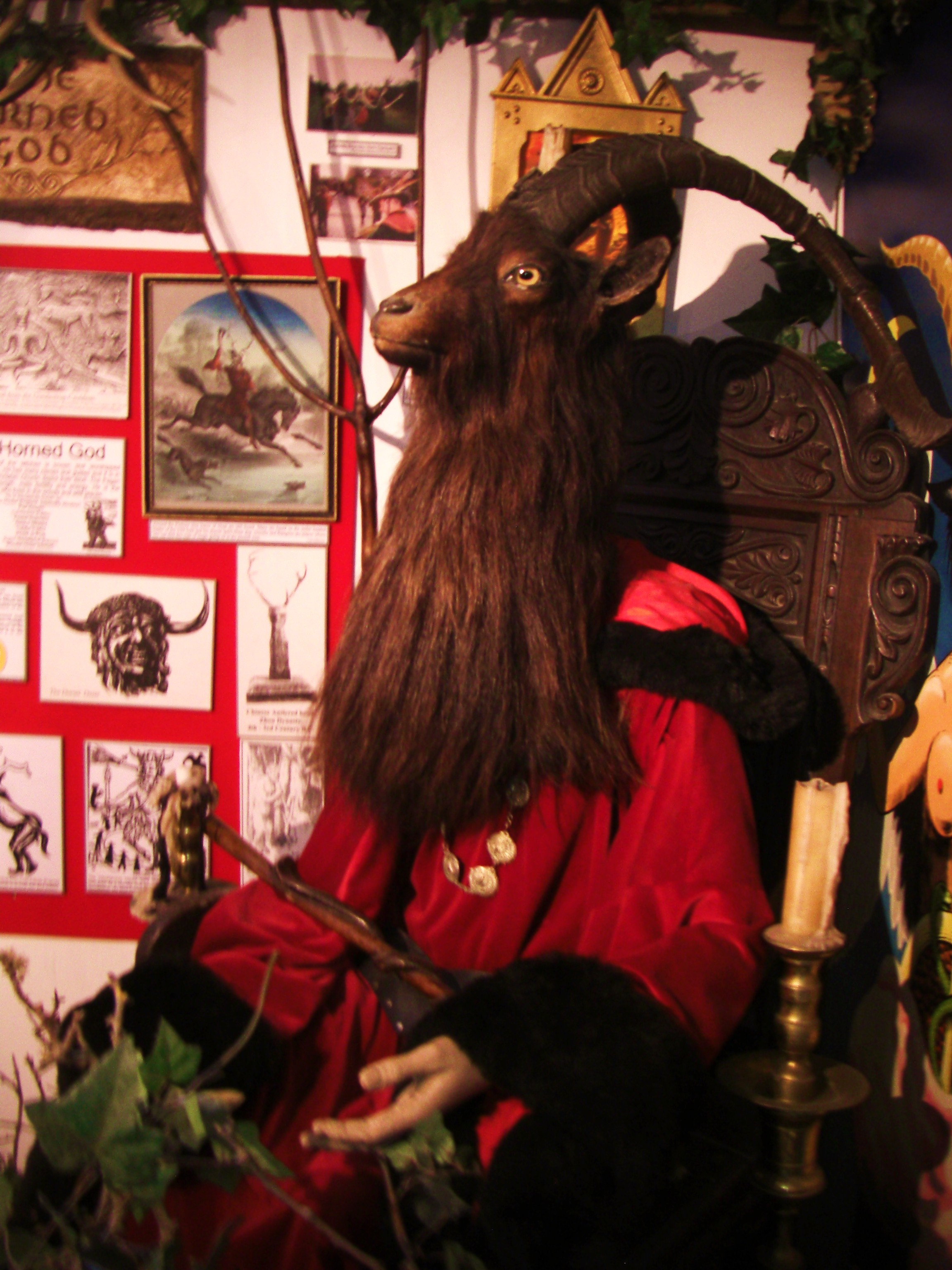
Escultura do Deus Cornífero da Wicca encontrada no Museum of Witchacraft and Magic em Boscastle, Cornualha

Nas décadas de 1960 e 1970, o esoterismo passou a ser cada vez mais associado à crescente contracultura no Ocidente, cujos adeptos se entendiam participando de uma revolução espiritual que marcaria a Era de Aquário. Na década de 1980, essas correntes milenares passaram a ser amplamente conhecidas como o movimento da Nova Era, e se tornaram cada vez mais comercializadas à medida que empresários exploravam o crescimento do mercado espiritual. Por outro lado, outras formas de pensamento esotérico mantiveram o sentimento anti-comercial e contra-cultural dos anos 1960 e 1970, nomeadamente o movimento tecno-xamânico promovido por figuras como Terence McKenna e Daniel Pinchbeck que se baseou no trabalho do antropólogo Carlos Castaneda.
Essa tendência foi acompanhada pelo crescente crescimento do paganismo moderno, um movimento inicialmente dominado pela Wicca, a religião propagada por Gerald Gardner. A Wicca foi adotada por membros da segunda onda do movimento feminista, mais notavelmente Starhawk, e evoluiu para o movimento da Deusa. A Wicca também influenciou muito o desenvolvimento do neodruidismo pagão e outras formas de revivalismo celta. Em resposta à Wicca também apareceu literatura e grupos que se autodenominam seguidores da bruxaria tradicional em oposição à crescente visibilidade da Wicca e alegam raízes mais antigas do que o sistema proposto por Gerald Gardner. Outras tendências que surgiram no ocultismo ocidental no final do século XX foram o satanismo exposto por grupos como a Igreja de Satã e o Templo de Set, bem como a magia do caos através do grupo Iluminados de Thanateros.

## Cultura popular
Em 2013, Asprem e Granholm destacaram que “o esoterismo contemporâneo está intimamente, e cada vez mais, conectado com a cultura popular e as novas mídias”.
Granholm observou que ideias e imagens esotéricas podem ser encontradas em muitos aspectos da mídia popular ocidental, citando exemplos como Buffy the Vampire Slayer, Avatar, Hellblazer e His Dark Materials, Ele observa que essa cultura popular demonstra um "reencantamento" do mundo moderno e que seus constituintes se articulam com um "reservatório cultural" pelos ocidentais que Christopher Partridge chamou de "ocultura". Granholm argumentou que há problemas com o campo porque ele faz uma distinção entre o esoterismo e os elementos não esotéricos da cultura que se baseiam no esoterismo; citando o exemplo do metal extremo, ele notou que era extremamente difícil diferenciar entre artistas que eram "apropriadamente ocultos" e aqueles que faziam referência a temas ocultos e estética de "forma superficial".
Escritores interessados em temas ocultos adotaram três estratégias diferentes para lidar com o assunto: aqueles que são conhecedores do assunto, incluindo imagens atraentes do ocultismo e ocultistas em seus trabalhos, aqueles que disfarçam o ocultismo dentro de "uma rede de intertextualidade" e aqueles que se opõem a ele e buscam desconstruí-lo.

## Estudo acadêmico

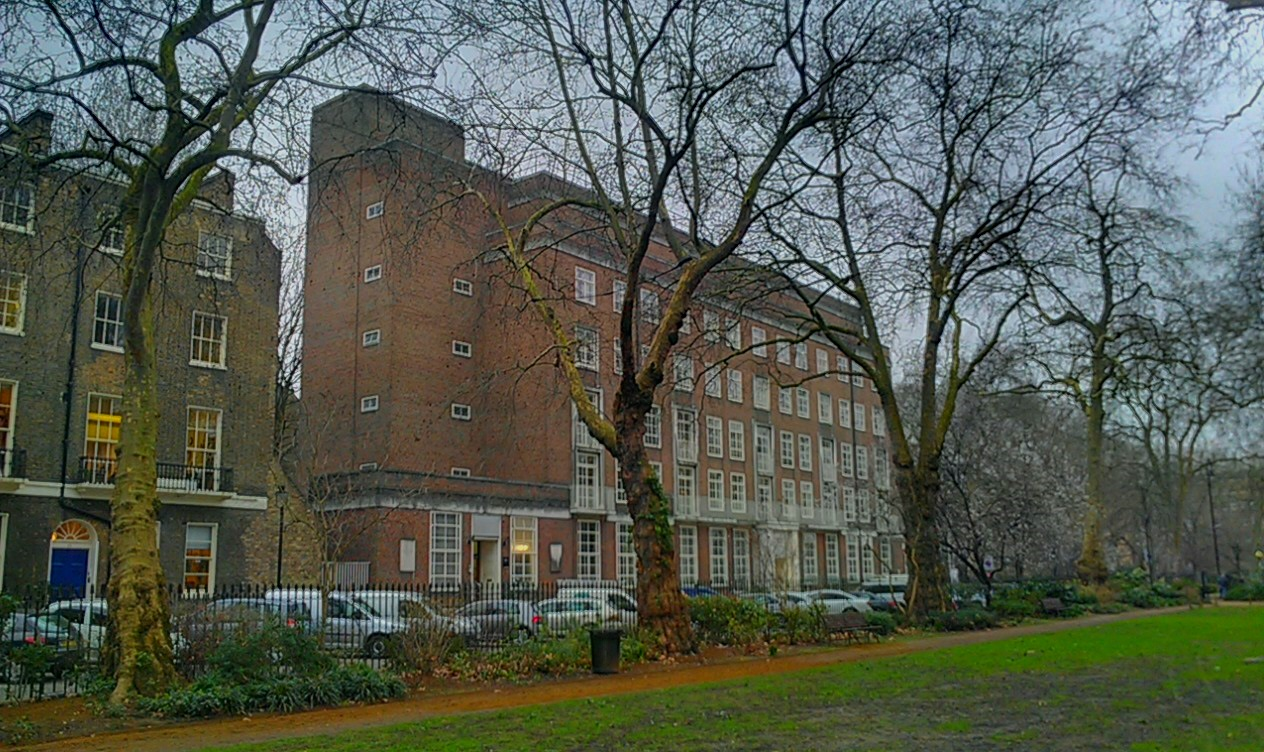
O Instituto Warburg de Londres foi um dos primeiros centros a encorajar o estudo acadêmico do esoterismo ocidental

O estudo acadêmico do esoterismo ocidental foi desbravado no início do século XX por historiadores do mundo antigo e do Renascimento europeu, que reconheceram que – embora tivesse sido ignorado por estudos anteriores – o efeito que as escolas de pensamento pré-cristãs e não racionais exerceram sobre a sociedade e a cultura europeias era digno de atenção acadêmica. Um dos principais centros para isso foi o Instituto Warburg em Londres, onde estudiosos como Frances Yates, Edgar Wind, Ernst Cassirer e D. P. Walker começaram a argumentar que o pensamento esotérico teve um efeito maior na cultura renascentista do que anteriormente aceito. O trabalho de Yates em particular, mais notavelmente seu livro de 1964 Giordano Bruno e a Tradição Hermética, foi citado como "um importante ponto de partida para os estudos acadêmicos modernos sobre esoterismo", tendo sucesso "de uma só vez em trazer a academia moderna para um novo caminho", trazendo uma consciência mais ampla do efeito que as ideias esotéricas tiveram na ciência moderna.
Por instigação do estudioso Henry Corbin, em 1965 o primeiro posto acadêmico do mundo no estudo do esoterismo foi estabelecido na École pratique des hautes études na Sorbonne, Paris; nomeado a cadeira de História do Esoterismo Cristão, seu primeiro titular foi François Secret, um especialista na Cabala Cristã, embora ele tivesse pouco interesse em desenvolver o estudo mais amplo do esoterismo como um campo de pesquisa. Em 1979, Faivre assumiu a cadeira de Secret na Sorbonne, que foi renomeada como "História das Correntes Esotéricas e Místicas na Europa Moderna e Contemporânea". Faivre desde então foi citado como sendo responsável por desenvolver o estudo do esoterismo ocidental em um campo formalizado, com sua obra L'ésotérisme de 1992 tendo sido citada como marcando "o início do estudo do esoterismo ocidental como um campo de pesquisa acadêmico". Ele permaneceu na cátedra até 2002, quando foi sucedido por Jean-Pierre Brach.

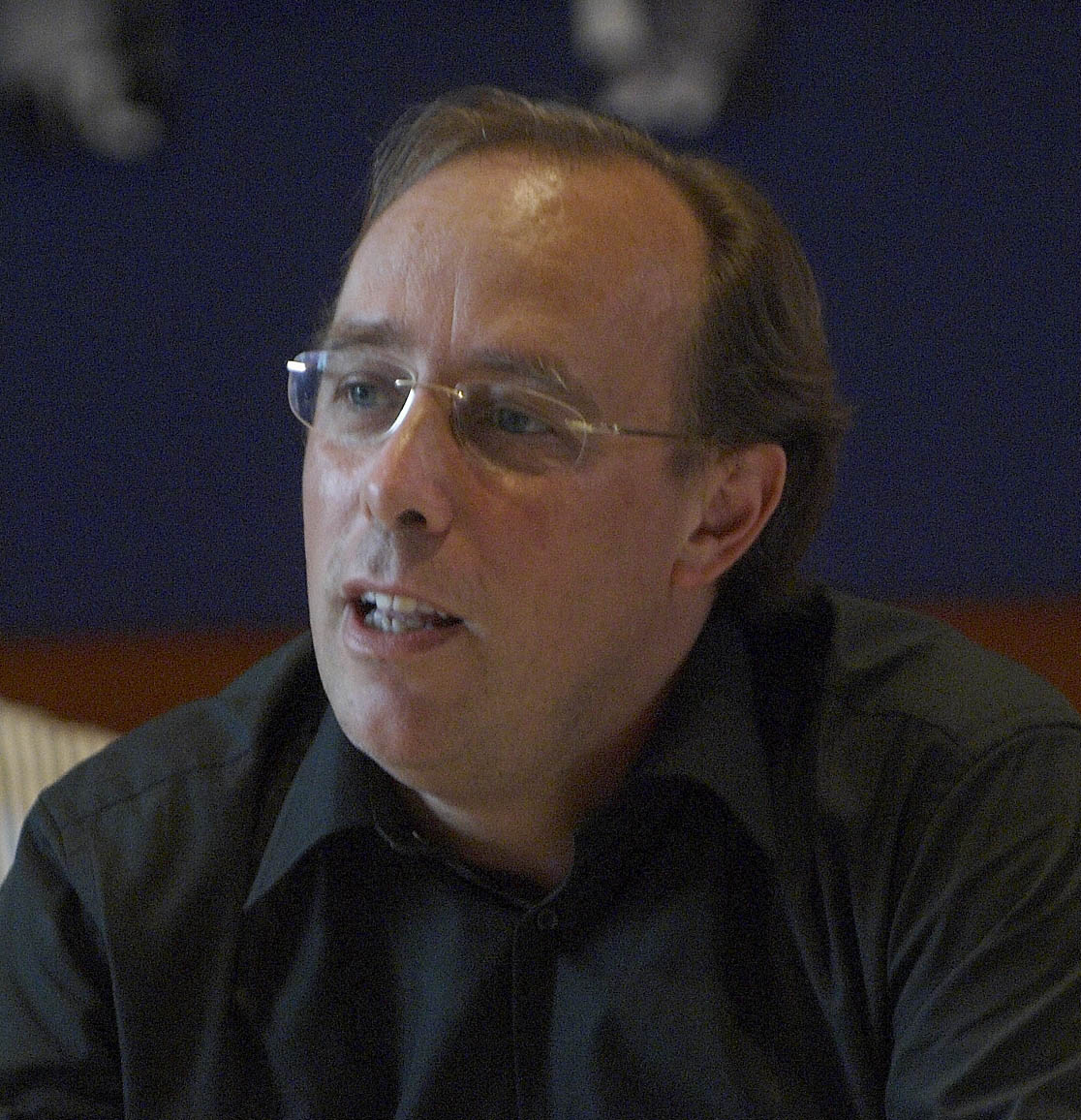
Proeminente estudioso de esoterismo Wouter Hanegraaff

Faivre observou que havia dois obstáculos significativos para o estabelecimento do campo. Uma era que havia um preconceito arraigado em relação ao esoterismo dentro da academia, resultando na percepção generalizada de que a história do esoterismo não era digna de pesquisa acadêmica. A segunda era que o esoterismo é um campo transdisciplinar, cujo estudo não se encaixava claramente em nenhuma disciplina em particular. Como Hanegraaff observou, o esoterismo ocidental teve que ser estudado como um campo separado da religião, filosofia, ciência e artes, porque embora "participe de todos esses campos", não se encaixa perfeitamente em nenhum deles. Em outro lugar, ele observou que "provavelmente não havia nenhum outro domínio das humanidades que tenha sido tão seriamente negligenciado" como o esoterismo ocidental.
Em 1980, a Hermetic Academy, sediada nos Estados Unidos, foi fundada por Robert A. McDermott como uma saída para acadêmicos americanos interessados no esoterismo ocidental. De 1986 a 1990, membros da Academia Hermética participaram de painéis na reunião anual da Academia Americana de Religião sob a rubrica de "Grupo de Esoterismo e Perenialismo". Em 1994, Faivre pôde comentar que o estudo acadêmico do esoterismo ocidental havia decolado na França, Itália, Inglaterra e Estados Unidos, mas ele lamentou o fato de não o ter acontecido na Alemanha.
Em 1999, a Universidade de Amsterdã estabeleceu uma cadeira em "História da Filosofia Hermética e Correntes Relacionadas", que foi ocupada por Hanegraaff, enquanto em 2005 a Universidade de Exeter criou uma cadeira em "Esoterismo Ocidental", que foi assumida por Goodrick-Clarke, que dirigiu o Centro Exeter para o Estudo do Esoterismo. Assim, em 2008, havia três cátedras universitárias dedicadas ao assunto, com Amsterdã e Exeter também oferecendo programas de Mestrado dele. Várias conferências sobre o assunto foram realizadas nas reuniões do quintenário da Associação Internacional para a História das Religiões, enquanto um jornal revisado por pares, Aries: Journal for the Study of Western Esotericism, começou a ser publicado em 2001. 2001 também viu a fundação da Associação Norte-Americana para o Estudo do Esoterismo (ASE), com a Sociedade Europeia para o Estudo do Esoterismo Ocidental (ESSWE) sendo estabelecida logo depois. Dentro de alguns anos, Michael Bergunder expressou a opinião de que havia se tornado um campo estabelecido nos estudos religiosos, com Asprem e Granholm observando que os estudiosos de outras subdisciplinas de estudos religiosos começaram a se interessar pelo trabalho de estudiosos do esoterismo.
Asprem e Granholm observou que o estudo do esoterismo tinha sido dominado por historiadores e, portanto, não tinha a perspectiva de cientistas sociais que examinaram as formas contemporâneas de esoterismo, uma situação que eles estavam tentando corrigir através da construção de ligações com estudiosos que operam em estudos pagãos e o estudo de novos movimentos religiosos. Com base no fato de que "a cultura e a literatura inglesas têm sido redutos tradicionais do esoterismo ocidental", em 2011, Pia Brînzeu e György Szönyi insistiram que os estudos ingleses também têm um papel neste campo interdisciplinar.

### Divisões êmica e ética
Êmica e ética referem-se a dois tipos de pesquisas de campo realizadas e visões obtidas, êmica, de dentro do grupo social (na perspectiva do sujeito) e ética, de fora (na perspectiva do observador). Wouter Hanegraaff segue uma distinção entre uma abordagem êmica e uma abordagem ética dos estudos religiosos. A abordagem êmica é a do alquimista ou teósofo. A abordagem ética é a do estudioso como historiador, como pesquisador, com visão crítica. Um estudo empírico do esoterismo precisa de "material êmico e interpretação ética":
"Êmico denota o ponto de vista do crente. Por parte do pesquisador, a reconstrução dessa perspectiva êmica requer uma atitude de empatia que exclua os preconceitos pessoais na medida do possível. O discurso acadêmico sobre religião, por outro lado, não é êmico, mas ético. Os estudiosos podem introduzir sua própria terminologia e fazer distinções teóricas que são diferentes daquelas dos próprios crentes."
Arthur Versluis propõe abordar o esoterismo por meio de uma "participação imaginativa":
"O esoterismo, dadas todas as suas formas variadas e sua natureza inerentemente multidimensional, não pode ser transmitido sem ir além da informação puramente histórica: no mínimo, o estudo do esoterismo, e em particular do misticismo, requer algum grau de participação imaginativa no que se está estudando."
Muitos estudiosos do esoterismo passaram a ser considerados autoridades intelectuais respeitadas por praticantes de várias tradições esotéricas. Embora muitos estudiosos do esoterismo tenham procurado enfatizar que o "esoterismo" não é um objeto único, os praticantes que estão lendo esse estudo acadêmico começaram a considerá-lo e pensar nele como um objeto singular, ao qual se afiliam. Assim, Asprem e Granholm observaram que o uso do termo "esoterismo" entre os estudiosos "contribui significativamente para a reificação da categoria para o público em geral – apesar das intenções contrárias explicadas da maioria dos estudiosos no campo."